# 대신공원
부산대신공원(釜山大新公園)은 부산광역시 서구 서대신동에 있는 공원이다. 1968년 2월 21일 대신공원이란 이름으로 일반인이 즐기는 중앙 근린공원으로 지정되었다.
넓이는 209만 3819m2에 이른다. 1900년에 구덕산(556m)과 엄광산(504m)의 계곡에 수원지를 만들면서 삼나무와 편백나무·벚나무 등 수목을 심고 주위를 정비하여 공원으로 꾸밀 계획이었다. 그러나 수원지를 보호하기 위하여 일반인의 출입을 금지하였다. 1944년 수원지 일대 228만 3000m2를 도시자연공원으로 고시하였다. 그러나 일반인에 대한 통제는 계속되었고, 1968년 2월 21일 낙동강이 부산광역시의 상수도 수원이 되고 나서야 근린공원으로 바뀌어 개방되었다.
수령 70년이 넘은 나무들이 울창한 숲을 이루어 삼림욕하기에도 좋아 하루 4000명 이상의 시민이 찾는다. 여러 가지 운동시설 외에도 궁도장, 저수지 2개소, 약수터 10개소, 산책로 4개소, 시비 6점, 조각품 5점, 민속석조물등 많은 시설이 들어서 있다. 또 공원이 들어선 봉우리 정상에는 옛 통신수단인 봉수대가 있다. 매년 시민축제 때 봉화를 피워 올린다. 봉수대에서는 부산항과 영도가 한눈에 바라보여 전망이 좋다.
공원 내에는 구덕시립도서관·구덕야영장·구덕민속예술관 등 공공시설이 들어서 있다. 1997년 5월에 개장한 구덕야영장은 야외광장과 극기훈련장·취사장 등의 편의시설을 갖추었고, 1991년 6월 개관한 구덕민속예술관은 지방무형문화재 제6호 부산농악과 제7호 다대포후리소리의 전수장이다. 관내 놀이마당은 1500명을 수용할 수 있는 공연장으로 배드민턴 등 가벼운 운동도 즐길 수 있다. 한편 약수터 중에는 엄광산 자락에 있는 석탑약수터가 가장 잘 알려져 있다. 구덕터널 입구에서 도보로 10분 거리에 위치하며, 인근에 송도해수욕장과 용두산공원 등이 있다.
부산포 해전에서 큰 전과를 세운 충무공 이순신을 기리는 영모비가 세워져 있다.
1. ↑  부산광역시 건설부고시 제360호